# يفغيني أليكسييف
يفغيني بيتروفيتش أليكسييف (بالقازاقية: Евгений Петрович Алексеев) (ولد في 11 ديسمبر 1977 في شيمكنت) هو متسابق قوارب كازاخستاني. فاز بميدالية ذهبية كعضو في أربعة زوارق كاياك رجال في كازاخستان في دورة الألعاب الآسيوية 2002 في بوسان، كوريا الجنوبية والفضية في دورة الألعاب الآسيوية 2010 في قوانغتشو، الصين. كما استحوذ على ميدالية برونزية إلى جانب شريكه أليكسي بودونيكوف في زوجي الكاياك للرجال (1000 متر) في دورة الألعاب الآسيوية 2006 في الدوحة، قطر.
تأهل أليكسييف لسباق 1000 متر في دورة الألعاب الأولمبية الصيفية 2012 في لندن من خلال احتلاله المركز الأول في بطولة كأس الزوارق الآسيوية لعام 2011 في طهران، إيران. احتل أليكسييف وشريكه أليكسي درغونوف المركز الثالث في السباق والمركز الحادي عشر ككل في قبل النهائي بفارق دقيقتين تقريبا عن الزوجين الدنمركيين الفائزين كيم وراي كنودسن وإميل ستير سيمينسن حيث سجل أفضل زمن لهما في أولمبياد 3:14.867. بعد ثلاثة أيام تفوق الكازاخستانيين على اليابانيين موموتارو ماتسوشيتا وهيروكي واتانابي في احتلال المركز الأول بأربعة وعشرون من المائتين من الثانية (0.24) في نهاية المباراة النهائية للرجال 200 متر مسجلا 35.494 ثانية.